# August Friedrich Pallas
August Friedrich Pallas (* 5. September 1731 in Berlin; † 5. Mai 1812 ebenda) war ein deutscher Chirurg und Hochschullehrer.
Pallas studierte Medizin an der Universität Leiden, an der er mit der Dissertation De variis culculum secandi methodis zum Dr. med. promoviert wurde. Nach Berlin zurückgekehrt, wurde er – wie sein Vater Simon Pallas – als Professor der Chirurgie an dem Collegium medico-chirurgicum berufen und verblieb in dieser Stellung bis zur Auflösung des Instituts. Er erarbeitete sich den Ruf als hervorragender Wundarzt.
Peter Simon Pallas war sein Bruder.

## Werke
- August Friedrich Pallas Chirurgie, oder Abhandlung von aeusserlichen Kranckheiten: worinnen vornehmlich auch die neueren Erfindungen in dieser Wissenschaft kurtz vorgetragen werden, nebst einem vollständigen Verzeichniss derer chirurgischen Werckzeuge..., Voss, Berlin 1776.